# Черкесский троллейбус
Черкесский троллейбус — система троллейбусного транспорта города Черкесск.

## История
19 декабря 1988 — открытие троллейбусного движения в городе. Уже в 1990 году троллейбус почти приблизился по популярности к автобусу (за год автобусом было перевезено 14,5 млн. человек, троллейбусом 14,3 млн. человек).
1998 — открытие новой троллейбусной линии по ул. Балахонова от ул. Кавказской до Вокзала. Пущены маршруты №№ 5, 6.
Март 2002 — открытие новой троллейбусной линии по ул. Демиденко и ул. Кавказской, от просп. Ленина до ул. Гутякулова. Пущены маршруты №№ 7, 8, 8А.
В 2005 году троллейбус опередил по пассажиропотокам автобус (троллейбусами за год было перевезено 13,8 млн. чел., а автобусами 6,2 млн. чел.).
24 февраля 2010 — на маршрут вышли 11 новых троллейбусов. (43-53)
7 сентября 2010 — на маршруты вышли 16 новых троллейбусов. (54-69)
1 февраля 2011 — стоимость проезда составила 11 рублей.
Сентябрь 2013 — пущен пробный маршрут № 7а, дублирует № 7, только едет по пр. Ленина, подобно №№ 3, 6.
7 декабря 2013 — на линию вышел новый троллейбус ЗиУ-682Г-016.05 под бортовым №70, оснащен ЭМУ «Селена», информатором остановок, поворотно-сдвижными дверями, люминесцентным освещением салона.
В августе 2018 — введена возможность безналичной оплаты проезда.
С 15 октября 2020 года действует дифференцированный тариф — стоимость проезда составляет 19 рублей при оплате наличными и 17 рублей при безналичной оплате.
С 30 мая 2022 года маршруты №№ 1,2 объединены. Обновлённый маршрут № 1 следует по маршруту «Пансионат «Солнечный» — ул. Парковая — пр. Ленина — Рынок (ул. Кавказская) — Химзавод (Ресонкодиспансер)». Маршрут № 2 отменён.
С 2023 года действует дифференцированный тариф — стоимость проезда составляет 22 рублей при оплате наличными и 20 рублей при безналичной оплате. 

## Маршрутная сеть

### Действующие маршруты
| Номер | Маршрут следования |
| ----- | --- |
| № 1   | Пансионат «Солнечный» — Октябрьская улица — Парковая улица — Проспект Ленина — Рынок — Октябрьская улица — Химзавод (с 30.05.2022)                                                        |
| № 3   | Пансионат «Солнечный» — Проспект Ленина — Рынок (прямой, без заезда на ул. Парковую) |
| № 4   | Парковая улица — Проспект Ленина — Рынок — Октябрьская улица — ул. Гутякулова — ул. Демиденко — Каскад                                                                                    |
| № 8   | Пансионат «Солнечный» — проспект Ленина — Рынок — Октябрьская улица — Улица Гутякулова — ул. Демиденко — Каскад — ул. Демиденко — пр. Ленина — Пансионат «Солнечный» (кольцевой)          |
| № 8а  | Пансионат «Солнечный» — проспект Ленина — улица Демиденко — Каскад — улица Демиденко — Улица Гутякулова — Октябрьская улица — Рынок — проспект Ленина — Пансионат «Солнечный» (кольцевой) |

### Закрытые маршруты
| Номер | Маршрут следования |
| ----- | --- |
| № 2   | Пансионат «Солнечный» — Октябрьская улица — Парковая улица — Проспект Ленина — Рынок (отменён с 30.05.2022)                        |
| № 5   | Пансионат «Солнечный» — Октябрьская улица — Парковая улица — Проспект Ленина — Рынок — Октябрьская улица — Вокзал (отменён в 2024) |
| № 6   | Пансионат «Солнечный» — Проспект Ленина — Рынок — Октябрьская улица — Вокзал (прямой без заезда на ул. Парковую) (отменён в 2024)  |
| № 7   | Пансионат «Солнечный» — Парковая улица — проспект Ленина — ул. Демиденко — Каскад (отменён)                                        |
| № 7а  | Пансионат «Солнечный» — проспект Ленина — ул. Демиденко — Каскад (прямой, без заезда на Парковую) (отменен в 2018 году)            |

## Проекты
Были проекты строительства ряда троллейбусных линий:
1) по улице Октябрьской, от ул. Кавказской до ул. Доватора;
2) до аула Псыж;
3) до города Усть-Джегута, а именно до микрорайона Московский (посёлок тепличного совхоз-комбината «Южный»).
Также существовали планы проведения троллейбусной линии до города Карачаевска и до села Чапаевское. На сегодняшний день проекты заморожены из-за финансовых проблем.

## Подвижной состав
- В начале 2010 поступили 11 троллейбусов ЗиУ-682Г-016.05 (номера 43 по 53).
- В начале июля 2010 года поступили еще 16 ЗиУ-682Г-016.05 (с 53 по 69).
- Сентябрь 2013 поступил еще один ЗиУ-682Г-016.05 (70)

## Депо
Имеется одно троллейбусное депо, в южной части города. Адрес депо: проспект Ленина, 403.
Также имеются Диспетчерские на к/ст Парковая(круг), Каскад, пансионат "Солнечный"